# Санта Крус, Антония да
Антония да Санта Крус (порт. Antônia da Santa Cruz; 13 июня 1905 года — 23 января 2022) — бразильская супердолгожительница. На октябрь 2021 года являлась старейшим живущим человеком в Бразилии и Америке, а также третьим в мире. 4 февраля 2021 года она была официально верифицирована Группой геронтологических исследований (GRG). На момент своей смерти она была 15-м старейшим человеком в мировой истории, а также была 3-м старейшим живущим человеком после Канэ Танаки и Люсиль Рандон. Её возраст составлял 116 лет 224 дня.

## Биография
Антония да Санта-Крус родилась 13 июня 1905 года на ферме, которая тогда принадлежала Кеймадасу, недалеко от Санталуса, Баия, Бразилия. Её родителями были Франсиско Перейра де Санта’Анна и Анна Мария де Хесус. Она родилась в праздник святого Антония, поэтому родители назвали её Антонией.
Антония имела 11 детей. Она также усыновила своего племянника Хосе Луиса Медрадо, которому в 2019 году было 64 года. Также у Антонии есть младшая сестра, которая дожила до 106 лет и младший брат (99 лет), у которого день рождения 13 июня, как и у Антонии.
В 2017 году она имела 68 внуков, 110 правнуков и 35 праправнуков.
Как сообщалось, в 115 лет у неё не было серьёзных хронических заболеваний. Также она любила молиться, чему учила родственников.
18 февраля 2021 года в возрасте 115 лет она получила первую дозу вакцины против Covid-19, что сделало её старейшим подтверждённым человеком, получившим вакцину, однако позже вакцину получила Канэ Танака, которая старше, чем Антония.
Антония да Санта-Крус жила со своей 81-летней дочерью Марией Медрадо в Салгадалии, Консейсан-ду-Койте, Баия, Бразилия.
Скончалась 23 января 2022 года.

## Рекорды долголетия
- 13 июня 2021 года Антония да Санта Крус стала 24-м человеком в истории, отметившим 116-летие.
- 7 августа 2021 года вошла в топ-20 старейших людей в истории.
- Последний человек 1905 года рождения.